# خوسيه لويس ريبيرا
خوسيه لويس ريبيرا (بالإسبانية: José Luis Ribera) هو مدرب كرة قدم ولاعب كرة قدم إسباني في مركز الدفاع، ولد في 1 يونيو 1965 في أثكويتيا في إسبانيا. لعب مع ديبورتيفو لاكورونيا وريال سوسيداد ب وريال سوسيداد.

## وصلات خارجية
- خوسيه لويس ريبيرا على موقع قاعدة بيانات كرة القدم.إي يو (الإنجليزية)
- خوسيه لويس ريبيرا على موقع Soccerway.com (الإنجليزية)
- خوسيه لويس ريبيرا على موقع عالم كرة القدم.نت (الإنجليزية)